# Schellendorf (Wüstung)
Die Wüstung Schellendorf liegt in der Flur zwischen den Ortschaften Poppendorf und Wetzdorf im Saale-Holzland-Kreis in Thüringen.

## Darlegungen zum Standort und zur Wüstung
Bei Grabungen zur Realisierung der Baugenehmigung für Windkraftanlagen in der Nähe der genannten Dörfer wurden 2013 Überreste der schon länger bekannten Wüstung entdeckt und gesichtet. Mittels bekannter Unterlagen konnte der Name des wüsten Dorfes ermittelt werden.

## Geschichte
Die bekanntgegebenen Untersuchungen belegen, dass das Dorf zwar schleichend verlassen wurde und der Bruderkrieg von 1451 der letzte Anlass zum wüst werden war, schreibt man. Ob der Wassermangel zum langsamen Verlassen des Dorfes auf Schwarzerde ähnlichen Böden dieses Umfeldes Ursache war, ist aus landwirtschaftlicher Sicht zweifelhaft. Diese meist grundwasserführenden sorptionstarken Böden mit hohem Festhaltevermögen hatten damals meist wasserführende und mit Gestrüpp bewachsene Erosionsrinnen. Brunnen und Zisternen hatten wohl Wasser vorrätig. Der Bruderkrieg war wohl doch der Anlass zum sofortigen aber langsam verlassenden Aussehen des fruchtbaren Bodens aus der Dorfstelle. Man zog wohl zum Schutz von Mensch und Tier in benachbarte Dörfer und bewirtschaftete das Land von hier.